# Tour de Romandie 1998
La 52e édition du Tour de Romandie a eu lieu du 5 au 10 mai 1998. Elle a été remportée par le Suisse Laurent Dufaux devant son coéquipier chez Festina Alex Zülle.

## Déroulement de la course
Laurent Dufaux domine la course en remportant le prologue et deux étapes. Alex Zülle assure le doublé pour Festina en remportant le contre-la-montre la veille de l'arrivée.

## Parcours et résultats
| Étape     | Date   | Villes étapes              | Distance  | Vainqueur d’étape    | Leader du classement général |
| --------- | ------ | -------------------------- | --------- | -------------------- | ---------------------------- |
| Prologue  | 5 mai  | Rheinfelden – Rheinfelden  | 4,8 (clm) | Laurent Dufaux       | Laurent Dufaux               |
| 1re étape | 6 mai  | Rheinfelden – Saignelégier | 170       | Laurent Dufaux       | Laurent Dufaux               |
| 2e étape  | 7 mai  | Saignelégier – Montreux    | 183       | Fabio Baldato        | Laurent Dufaux               |
| 3e étape  | 8 mai  | Montreux – Veysonnaz       | 152       | Laurent Dufaux       | Laurent Dufaux               |
| 4e étape  | 9 mai  | Sion – Lausanne            | 100,5     | Paolo Bettini        | Laurent Dufaux               |
| 5e étape  | 9 mai  | Lausanne – Romanel         | 18 (clm)  | Alex Zülle           | Laurent Dufaux               |
| 6e étape  | 10 mai | Lausanne – Genève          | 167,5     | Christophe Agnolutto | Laurent Dufaux               |

## Classement général final
| #   | Coureur              | Équipe        |    | Temps              |
| 1.  | Laurent Dufaux       | Festina       | en | 20 h 09 min 33 sec |
| 2.  | Alex Zülle           | Festina       | +  | 1 min 17 s         |
| 3.  | Francesco Casagrande | Cofidis       |    | 1 min 23 s         |
| 4.  | Santiago Botero      | Kelme         |    | 1 min 27 s         |
| 5.  | Roland Meier         | Cofidis       |    | 1 min 39 s         |
| 6.  | Davide Rebellin      | Polti         |    | 1 min 44 s         |
| 7.  | Luc Leblanc          | Polti         |    | 2 min 11 s         |
| 8.  | Ivan Gotti           | Saeco         |    | 2 min 12 s         |
| 9.  | Pavel Tonkov         | Mapei-Bricobi |    | 2 min 28 s         |
| 10. | Paolo Savoldelli     | Saeco         |    | 2 min 53 s         |

## Étapes

### Prologue
Le prologue s'est déroulé le 5 mai 1998 dans les rues de Rheinfelden.
Le Suisse Laurent Dufaux crée la surprise en s'imposant avec un temps de 5 minutes et 44 secondes soit à une vitesse moyenne de 52,192 km/h devant des spécialistes tels que Christopher Boardman ou Alex Zülle.
| #  | Coureur              | Équipe        |    | Temps |
| 1. | Laurent Dufaux       | Festina       | en |       |
| 2. | Alex Zülle           | Festina       | +  | 1 s   |
| 3. | Paolo Savoldelli     | Saeco         |    | 2 s   |
| 4. | Roland Meier         | Cofidis       |    | 3 s   |
| 5. | Antonio Tauler       | Ros Mary      |    | 5 s   |
| 6. | Bruno Boscardin      | Festina       |    | m.t.  |
| 7. | Christopher Boardman | Gan           |    | m.t.  |
| 8. | Oscar Camenzind      | Mapei-Bricobi |    | 6 s   |

| #  | Coureur              | Équipe        |    | Temps |
| 1. | Laurent Dufaux       | Festina       | en |       |
| 2. | Alex Zülle           | Festina       | +  | 1 s   |
| 3. | Paolo Savoldelli     | Saeco         |    | 2 s   |
| 4. | Roland Meier         | Cofidis       |    | 3 s   |
| 5. | Antonio Tauler       | Ros Mary      |    | 5 s   |
| 6. | Bruno Boscardin      | Festina       |    | m.t.  |
| 7. | Christopher Boardman | Gan           |    | m.t.  |
| 8. | Oscar Camenzind      | Mapei-Bricobi |    | 6 s   |

### 1reétape
La première étape s'est déroulée le 6 mai 1998 entre Rheinfelden et Saignelegier. Le leader de la course Laurent Dufaux confirme son succès du prologue en remportant cette étape vallonnée avec une relative facilité, en démarrant en solitaire dans une petite bosse sous la flamme rouge.
| #  | Coureur         | Équipe          |    | Temps |
| 1. | Laurent Dufaux  | Festina         | en |       |
| 2. | Markus Zberg    | Post Swiss Team | +  | 4 s   |
| 3. | Michele Bartoli | Asics           |    | m.t.  |
| 4. | Davide Rebellin | Polti           |    | m.t.  |

| #  | Coureur          | Équipe  |    | Temps |
| 1. | Laurent Dufaux   | Festina | en |       |
| 2. | Alex Zülle       | Festina | +  | 16 s  |
| 3. | Paolo Savoldelli | Saeco   |    | m.t.  |
| 4. | Roland Meier     | Cofidis |    | 17 s  |

### 2eétape
La deuxième étape s'est déroulée le 7 mai 1998 entre Saignelegier et Montreux.
Etape très mouvementée pour le leader Laurent Dufaux, esseulé sans équipiers alors que 4 coureurs dangereux au général s'étaient échappés (Oscar Camenzind, Luc Leblanc, Roland Meier et Beat Zberg). Le quatuor compte jusqu'à 1 min 20 s d'avance mais finalement Alex Zülle revient de l'arrière pour aider son leader à rentrer sur ces 4 échappés. L'étape s'achève au sprint sur une victoire de Fabio Baldato.
| #  | Coureur            | Équipe          |    | Temps |
| 1. | Fabio Baldato      | Riso Scotti     | en |       |
| 2. | Davide Rebellin    | Polti           | +  | 0 s   |
| 3. | Markus Zberg       | Post Swiss Team |    | m.t.  |
| 4. | Gabriele Missaglia | Mapei-Bricobi   |    | m.t.  |
| 5. | Paolo Bettini      | Asics           |    | m.t.  |
| 6. | Patrick Vetsch     | Post Swiss Team |    | m.t.  |

| #  | Coureur          | Équipe        |    | Temps |
| 1. | Laurent Dufaux   | Festina       | en |       |
| 2. | Alex Zülle       | Festina       | +  | 16 s  |
| 3. | Paolo Savoldelli | Saeco         |    | m.t.  |
| 4. | Roland Meier     | Cofidis       |    | 17 s  |
| 5. | Michele Bartoli  | Asics         |    | 18 s  |
| 6. | Oscar Camenzind  | Mapei Bricobi |    | m.t.  |

### 3eétape
La troisième étape s'est déroulée le 8 mai 1998 entre Montreux et Veysonnaz.
Les coureurs doivent effectuer à deux reprises la montée vers Veysonnaz. Dès la première ascension, un groupe de favoris se forme avec Francesco Casagrande, Davide Rebellin, Ivan Gotti, Santiago Botero, Luc Leblanc, Pavel Tonkov, Alex Zülle et Laurent Dufaux. Alex Zülle mène un train d'enfer et favorise dans la seconde ascension le démarrage à 2 kilomètres du terme de Laurent Dufaux qui s'impose pour la troisième fois en quatre jours en signant une nouvelle démonstration.
| #  | Coureur              | Équipe  |    | Temps |
| 1. | Laurent Dufaux       | Festina | en |       |
| 2. | Francesco Casagrande | Cofidis | +  | 10 s  |
| 3. | Davide Rebellin      | Polti   |    | 22 s  |
| 4. | Ivan Gotti           | Saeco   |    | m.t.  |

| #  | Coureur              | Équipe  |    | Temps |
| 1. | Laurent Dufaux       | Festina | en |       |
| 2. | Francesco Casagrande | Cofidis | +  | 46 s  |
| 3. | Davide Rebellin      | Polti   |    | 49 s  |
| 4. | Santiago Botero      | Kelme   |    | 59 s  |

### 4eétape
La quatrième étape s'est déroulée le 9 mai 1998 entre Sion et Lausanne. La victoire est revenue à Paolo Bettini devant ses 7 compagnons d'échappée dans une ligne droite d'arrivée en légère montée.
| #  | Coureur        | Équipe      |    | Temps |
| 1. | Paolo Bettini  | Asics       | en |       |
| 2. | Fabio Baldato  | Riso Scotti | +  | 0 s   |
| 3. | François Simon | Gan         |    | m.t.  |
| 4. | Felice Puttini | Ros Mary    |    | m.t.  |
| 5. | Mario Scirea   | Saeco       |    | m.t.  |
| 6. | Mirko Crepaldi | Polti       |    | m.t.  |

| #  | Coureur              | Équipe  |    | Temps      |
| 1. | Laurent Dufaux       | Festina | en |            |
| 2. | Francesco Casagrande | Cofidis | +  | 46 s       |
| 3. | Davide Rebellin      | Polti   |    | 49 s       |
| 4. | Santiago Botero      | Kelme   |    | 59 s       |
| 5. | Ivan Gotti           | Saeco   |    | m.t.       |
| 6. | Luc Leblanc          | Polti   |    | 1 min 11 s |

### 5eétape
La cinquième étape s'est déroulée le 9 mai 1998 entre Lausanne et Romanel. Ce contre-la-montre individuel, avec un départ au Stade olympique de la Pontaise, couronne une nouvelle fois l'équipe Festina en la personne du Suisse Alex Zülle avec un temps de 23 minutes 34. Cette victoire lui permet de remonter à la deuxième place du classement général puisque Casagrande par exemple termine 10e à 49 secondes.
| #  | Coureur              | Équipe        |    | Temps |
| 1. | Alex Zülle           | Festina       | en |       |
| 2. | Laurent Dufaux       | Festina       | +  | 11 s  |
| 3. | Roland Meier         | Cofidis       |    | 15 s  |
| 4. | Oscar Camenzind      | Mapei-Bricobi |    | 32 s  |
| 5. | Paolo Savoldelli     | Saeco         |    | 35 s  |
| 6. | Giuseppe Guerini     | Polti         |    | 36 s  |
| 7. | Christopher Boardman | Gan           |    | m.t.  |

| #  | Coureur              | Équipe  |    | Temps      |
| 1. | Laurent Dufaux       | Festina | en |            |
| 2. | Alex Zülle           | Festina | +  | 1 min 17 s |
| 3. | Francesco Casagrande | Cofidis |    | 1 min 23 s |
| 4. | Santiago Botero      | Kelme   |    | 1 min 27 s |
| 5. | Roland Meier         | Cofidis |    | 1 min 39 s |
| 6. | Davide Rebellin      | Polti   |    | 1 min 44 s |
| 7. | Luc Leblanc          | Polti   |    | 2 min 11 s |

### 6eétape
La sixième et dernière étape s'est déroulée le 10 mai 1998 entre Lausanne et Genève. Elle a été remportée par le Français Christophe Agnolutto, issu d'une échappée de six coureurs. Tandis que Laurent Dufaux remportait le classement général final en arrivant dans le peloton à trois minutes.
| #  | Coureur              | Équipe          |    | Temps |
| 1. | Christophe Agnolutto | Casino          | en |       |
| 2. | Daniel Schnider      | Post Swiss Team | +  | 0 s   |
| 3. | Patrick Vetsch       | Post Swiss Team |    | 5 s   |
| 4. | Gian Matteo Fagnini  | Saeco           |    | m.t.  |
| 5. | Stefano Garzelli     | Mercatone Uno   |    | m.t.  |

| #  | Coureur              | Équipe  |    | Temps      |
| 1. | Laurent Dufaux       | Festina | en |            |
| 2. | Alex Zülle           | Festina | +  | 1 min 17 s |
| 3. | Francesco Casagrande | Cofidis |    | 1 min 23 s |
| 4. | Santiago Botero      | Kelme   |    | 1 min 27 s |
| 5. | Roland Meier         | Cofidis |    | 1 min 39 s |
| 6. | Davide Rebellin      | Polti   |    | 1 min 44 s |
| 7. | Luc Leblanc          | Polti   |    | 2 min 11 s |